# Jason Tobin
Pour les articles homonymes, voir Tobin.
Jason Tobin (de son nom chinois To Jun Wai, 杜俊緯), né à Hong Kong, est un acteur sino-britannique.
Il a étudié à l'école King George V de Kowloon. Il est connu pour avoir tenu le rôle d'Earl dans Fast and Furious: Tokyo Drift.

## Filmographie partielle
- 2002 : Better Luck Tomorrow de Justin Lin : Virgil Hu
- 2006 : Fast and Furious: Tokyo Drift de Justin Lin : Earl
- 2019-2023 : Warrior (série TV) - 30 épisodes
- 2021 : Fast and Furious 9 de Justin Lin : Earl
- 2023 : Fast and Furious 10 de Louis Leterrier  : Earl
- 2025 : A Thousand Blows (série TV) : Lao
- 2025 : Ballad of a Small Player d'Edward Berger